# Michael William Kaluta
Michael William Kaluta (25 agosto 1947) è un fumettista statunitense.
Si affaccia nel mercato USA negli anni '60, realizzando numerose storie dell'orrore per DC e Marvel Comics. Rinnova il personaggio pulp dell'Uomo Ombra (DC) e personaggi minori di Edgar Rice Burroughs, creatore di Tarzan. All'apice della popolarità sposa la strada del mercato indipendente, collaborando negli anni '70 con fumettisti affini, tra cui Bernie Wrightson (The Studio) e Jim Steranko (Mediascene). 
Negli anni '80, spronato dal successo del fumetto d'autore USA di Frank Miller ed Alan Moore, inaugura la saga Starstruck per Heavy Metal, poi Epic Comics/Marvel. Riprende la collaborazione con Marvel Comics anche per alcune graphic novel su Spider-Man ed altri celebri supereroi, finché accetta di illustrare un sontuoso romanzo grafico scritto da Denny O'Neil (Batman, Freccia Verde) per l'Uomo Ombra. 
Artista appartato, negli anni della maturità collabora solamente con case editrici ed albi legati ad autori che egli stesso gradisce, tra cui Dave Stevens (Rocketeer), Will Eisner ed Alan Moore (ABC).

## Opere
Nel 1984 il videoclip da lui disegnato per il brano Don't Answer Me, dell'album Ammonia Avenue del The Alan Parsons Project, riscuote un notevole successo tanto da risultare tra i video più richiesti su MTV e da ricevere la nomination per gli MTV Video Music Awards 1984.